# Se Ligaê
Se Ligaê é uma música interpretada por Rogério Flausino, Baby do Brasil e Sérgio Mendes, e composta por Pretinho da Serrinha, Rogê e Leandro Fab. Criada para uma campanha publicitária do Bradesco que foi veiculada durante a realização dos Jogos Olímpicos do Rio de 2016, ela acabou se tornou um hino não oficial dos torcedores brasileiros nestes Jogos. O single da canção foi lançado oficialmente no dia 8 de junho de 2016, e dois dias depois ficou disponível nos players digitais.
Segundo um levantamento da Crowley, ela foi a música mais tocada nas rádios de São Paulo, Rio de Janeiro, Brasília, Curitiba e Salvador no mês de agosto, e a 49ª em âmbito nacional. Em janeiro de 2017, também segundo a Crowley, que analisou somente as emissoras de rádio pop de São Paulo e Rio de Janeiro, ela figurou na 81a posição entre as músicas mais tocadas no ano de 2016, sendo uma das poucas nacionais a aparecer nesta lista.

## Videoclipe
No dia 15 de agosto de 2016, o videoclipe da canção, que teve direção de Bruno Murtinho, foi lançado oficialmente. Ele foi gravado no heliponto do topo da torre Rio Sul, em Botafogo.

## Desempenho nas Paradas Musicais
| Mês            | Empresa | Ranking                                                                | Posição | Ref.  |
| -------------- | ------- | ---------------------------------------------------------------------- | ------- | ----- |
| Agosto de 2016 | Crowley | Mais Tocadas (Rádios de São Paulo, Rio, Brasília, Curitiba e Salvador) | 1       | [ 7 ] |
| Agosto de 2016 | Crowley | Mais Tocadas (Âmbito Nacional)                                         | 49      | [ 8 ] |

| Ano  | Empresa | Ranking                   | Posição | Ref.  |
| ---- | ------- | ------------------------- | ------- | ----- |
| 2016 | Crowley | Mais Tocadas (Rádios Pop) | 81      | [ 9 ] |

## Prêmios e Indicações
- O case "Se Ligaê" desenvolvido para a campanha olímpica do Bradesco conquistou bronze no prêmio Effie Awards Brasil como uma das ações de maior sucesso, efetividade e recall de uma marca nas Olimpíadas.[10]

## Ver Também
- Vem Pra Rua